# Embrun
Embrun ist eine französische Gemeinde mit 6.387 Einwohnern (Stand 1. Januar 2022) im Département Hautes-Alpes in der Region Provence-Alpes-Côte d’Azur.

## Geographie
Sie liegt auf 871 m ü. NN am Ufer der Durance, hoch auf einem Hügel, Le Roc genannt. Embrun ist 38 Kilometer von Gap und 52 Kilometer von Briançon entfernt und ein bekannter Badeort, seit die Wasserversorgung durch den Stausee von Serre-Ponçon, an dessen oberem Ende Embrun liegt, erfolgt.

## Geschichte
Die Stadt hieß zur Zeit der Römer Eburodunum, war Hauptstadt des gallischen Stammes der Caturiger, und folgte 364 Cemenelum (heute Cimiez, ein Stadtteil von Nizza) als Hauptstadt der Provinz Alpes Maritimae. Eburodunum lag am westlichen Ende der Alpenstraße, die von Augusta Taurinum (Turin) nach Brigantio (Briançon) und von dort aus die Durance hinab in die Provence führte. Vom 4. bis zum 18. Jahrhundert war Embrun Sitz eines Erzbischofs, der den Titel eines Fürsten des Heiligen Römischen Reichs Deutscher Nation führte.
Auch Kaiser Karl dem Großen war der Ort bekannt, denn in seiner "Vita Caroli Magni" wird er 811 "Ebrodunum" genannt.
Von 1790 bis 1800 war Embrun Sitz einer Distriktsverwaltung des Départements, von 1800 bis 1926 Unterpräfektur.

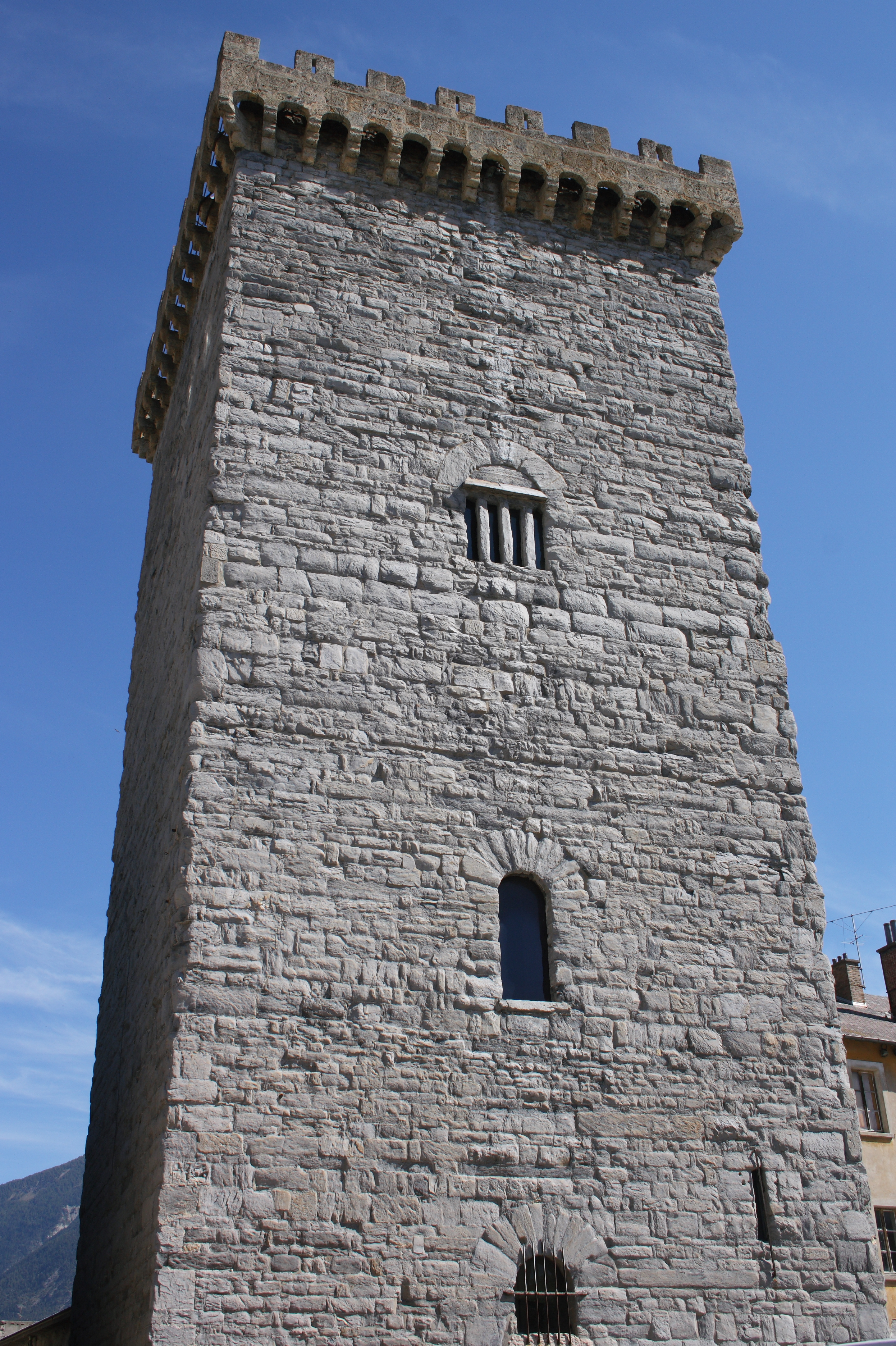
Tour Brune

## Bevölkerungsentwicklung
| Jahr                       | 1962 | 1968 | 1975 | 1982 | 1990 | 1999 | 2006 | 2018 |
| Einwohner                  | 3850 | 4273 | 4575 | 5214 | 5793 | 6152 | 6188 | 6236 |
| Quellen: Cassini und INSEE |      |      |      |      |      |      |      |      |

## Sehenswürdigkeiten
- Die frühere Kathedrale Notre-Dame wurde Ende des 12. Jahrhunderts erbaut, trägt jedoch schon deutlich gotische Züge. Bemerkenswert sind die Vorhalle, Réal genannt, und die beiden rosa Säulen, die sie tragen und dabei auf zwei steinernen Löwen ruhen, von denen einer ein Kind hält, einer einen Hund. Weiter hinten bilden zwei gebückte Atlasfiguren den Sockel für zwei Säulenbündel. Im Tympanon ist Christus mit den Symbolen der vier Evangelisten dargestellt. Die Rosette in der Fassade enthält Glasfenster aus dem 15. Jahrhundert. Die Schatzkammer zeigt religiöse Kunst- und Gebrauchsgegenstände vor allem aus der Zeit der Erzbischöfe.
- ehemaliger Palast des Erzbischofs
- altes Franziskanerkloster
- Tour Brune, ein Donjon aus dem 12. Jahrhundert

Siehe auch: Liste der Monuments historiques in Embrun

## Sport

### Tour de France
In den Jahren 2008 und 2013 gastierte die Tour de France mit zwei Etappen in Embrun und fungierte 2019 als Etappenstartort.

### Embrunman
Seit 1983 wird hier jährlich Mitte August zu Maria Himmelfahrt mit dem Embrunman ein Triathlon über die Langdistanz (3,8 km Schwimmen, 188 km Radfahren, 42,2 km Laufen) und die olympische Distanz ausgetragen. Bei der Langdistanz sind über 5.000 Höhenmeter beim Radfahren zu überwinden und als höchster Punkt wird auf dem Rad der Col d’Izoard (2.360 m) erreicht. Beim Laufen über die Marathondistanz sind 600 HM zu überwinden.

## Städtepartnerschaften
Partnerstädte sind Zell im Wiesental im Süden Baden-Württembergs (Deutschland) und Borgofranco d’Ivrea in der italienischen Region Piemont.

## Söhne und Töchter der Stadt
- Charles Wolf (1909–1990), Autorennfahrer